# ザ・ベリー・ベスト・オブ・エルヴィス・コステロ
『ザ・ベリー・ベスト・オブ・エルヴィス・コステロ』 (The Very Best of Elvis Costello) は、エルヴィス・コステロのベスト・アルバム。

## 収録曲

### Disc 1
1. ピース、ラヴ・アンド・アンダースタンディング - (What's So Funny 'Bout) Peace, Love and Understanding
2. オリヴァーズ・アーミー - Oliver's Army
3. ウォッチング・ザ・ディクティヴス - Watching the Detectives
4. アリスン - Alison
5. チェルシー -(I Don't Want to Go to) Chelsea
6. アクシディント・ウィル・ハプニング - Accidents Will Happen
7. パンプ・イット・アップ - Pump It Up
8. アイ・キャント・スタンド・アップ（フォー・フォーリング・ダウン） - I Can't Stand Up (for Falling Down)
9. レディオ・レディオ - Radio Radio
10. クラブランド - Clubland
11. グッド・イヤー・フォー・ローゼズ - Good Year for the Roses
12. マン・アウト・オブ・タイム - Man Out of Time
13. アイ・ウォナ・ビー・ラヴド - I Wanna Be Loved
14. エヴリデイ・アイ・ライト・ザ・ブック - Everyday I Write the Book
15. ブリリアント・ミステイク - Brilliant Mistake
16. もうひとつの夏 - The Other Side of Summer
17. トーキョー・ストーム・ウォーニング - Tokyo Storm Warning
18. サルキー・ガール - Sulky Girl
19. ソー・ライク・キャンディ - So Like Candy
20. ヴェロニカ - Veronica
21. シー - She

### Disc 2
1. ビッグ・ティアーズ - Big Tears
2. ビヨンド・ビリーフ - Beyond Belief
3. リップスティック・ヴォーグ - Lipstick Vogue
4. 緑のシャツ - Green Shirt
5. ピルス・アンド・ソープ - Pills and Soap
6. トランプ・ザ・ダート・ダウン - Tramp the Dirt Down
7. シップビルディング - Shipbuilding
8. ハイ・フィディリティ - High Fidelity
9. ニュー・レイス・スリーヴス - New Lace Sleeves
10. レッド・シューズ - (The Angels Wanna Wear My) Red Shoes
11. トーキング・イン・ザ・ダーク - Talking in the Dark
12. ニュー・アムステルダム - New Amsterdam
13. アイ・ホープ・ユーアー・ハッピー・ナウ - I Hope You're Happy Now
14. ライオット・アクト - Riot Act
15. マイ・ファニー・ヴァレンタイン - My Funny Valentine
16. 室内花火 - Indoor Fireworks
17. オールモスト・ブルー - Almost Blue
18. アイ・ウォント・ユー - I Want You
19. ゴッド・ギヴ・ミー・ストレングス - God Give Me Strength
20. ふりむかないで - That Day Is Done
21. アイ・ウォント・トゥ・ヴァニッシュ - I Want to Vanish
22. スマイル - Smile（日本盤のみのボーナス・トラック）